# Petroleuciscus smyrnaeus
Petroleuciscus smyrnaeus là một loài cá vây tia thuộc họ Cyprinidae.
Loài này có ở Hy Lạp và Thổ Nhĩ Kỳ.
Môi trường sống tự nhiên của chúng là sông ngòi.
Chúng hiện đang bị đe dọa vì mất môi trường sống.